# Hemigymnus
Hemigymnus is een geslacht van straalvinnige vissen uit de familie van de lipvissen (Labridae). Het geslacht is voor het eerst wetenschappelijk beschreven in 1861 door Guenther.

## Soorten
De volgende soorten zijn bij het geslacht ingedeeld:
- Hemigymnus melapterus (Bloch, 1791)
- Hemigymnus fasciatus (Bloch, 1792)